# Список музеїв Лондона
Столиця Великої Британії має більш ніж 240 музеїв.

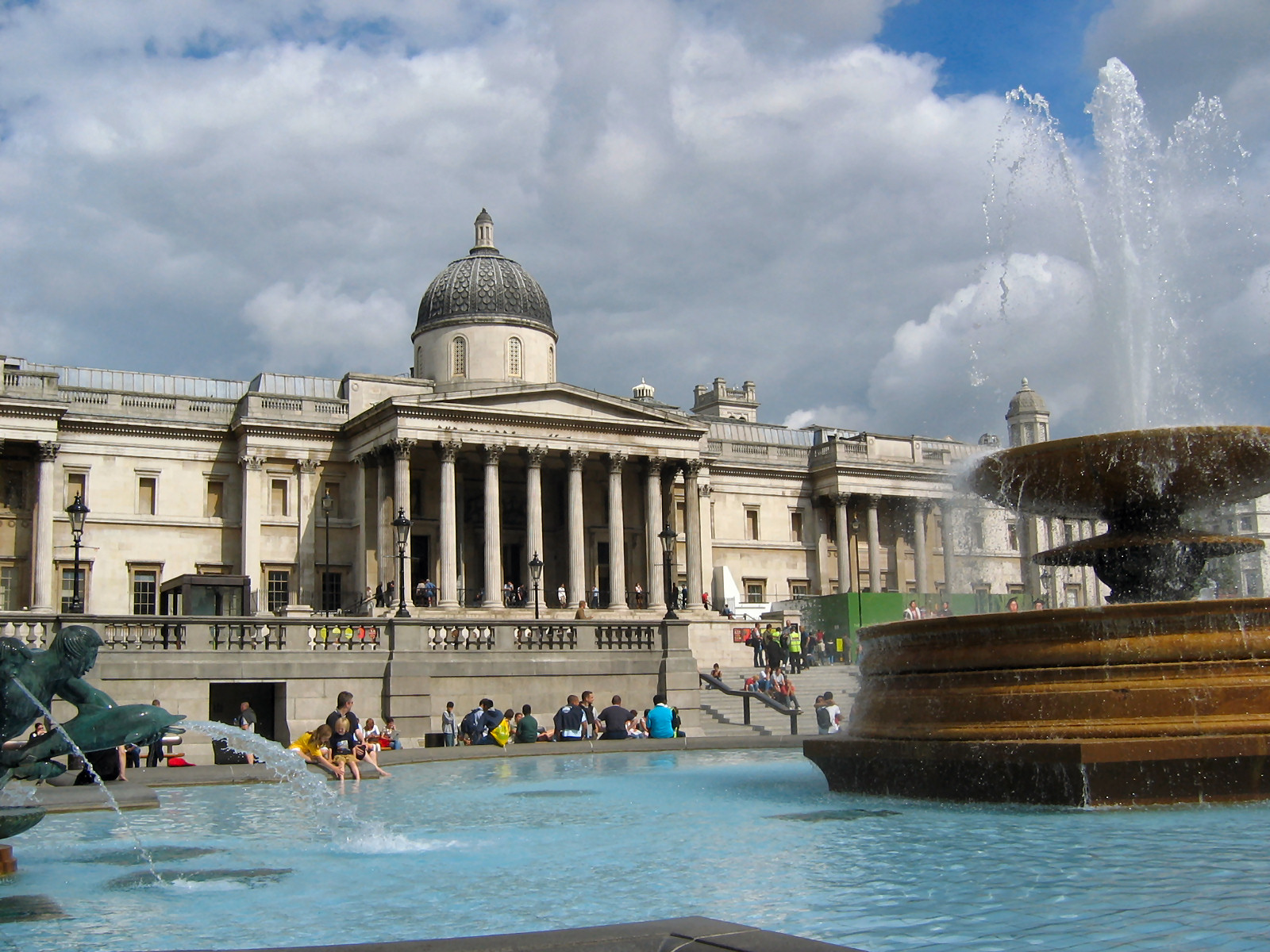
Лондонська Національна галерея

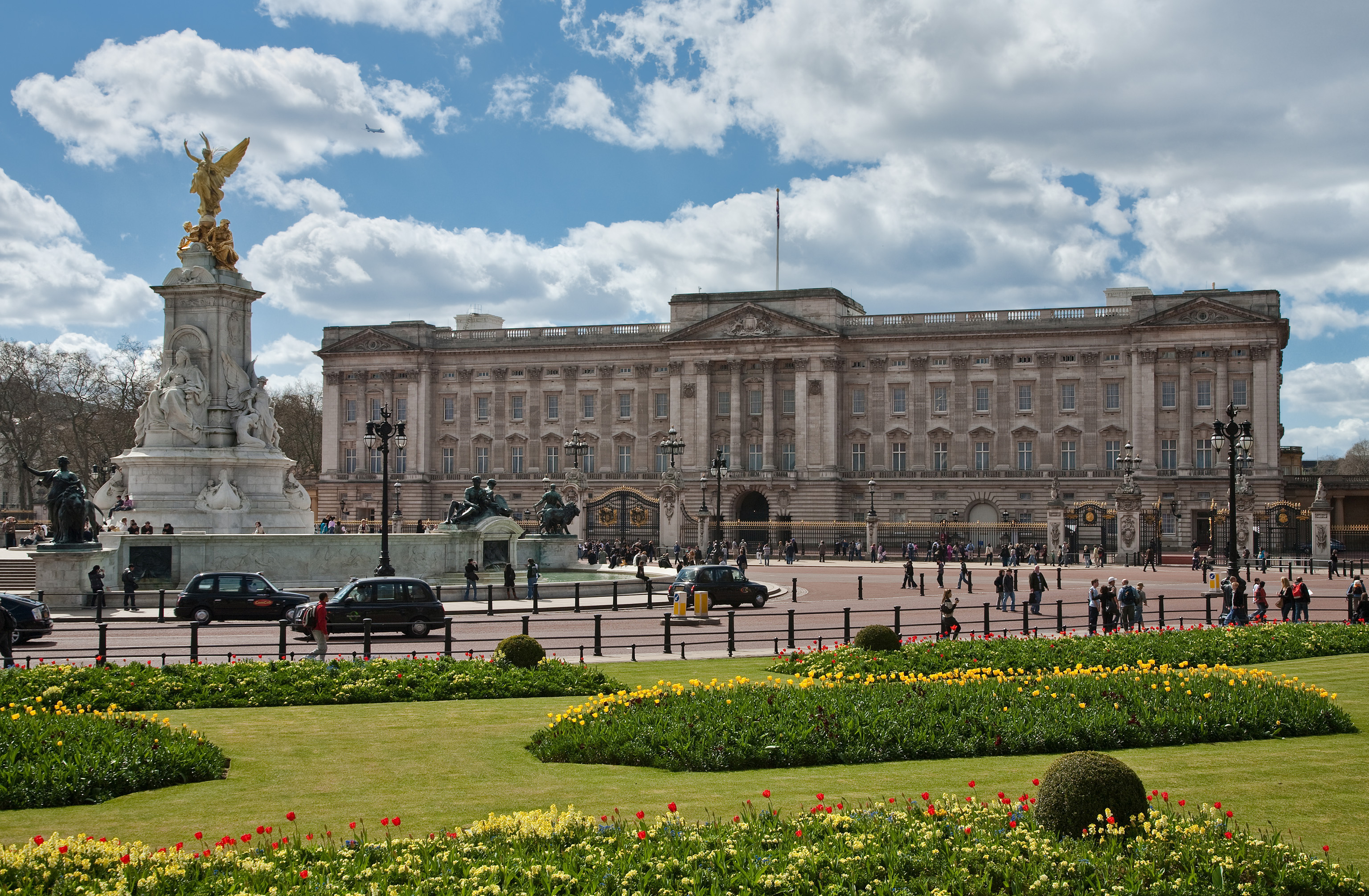
Букінгемський палац

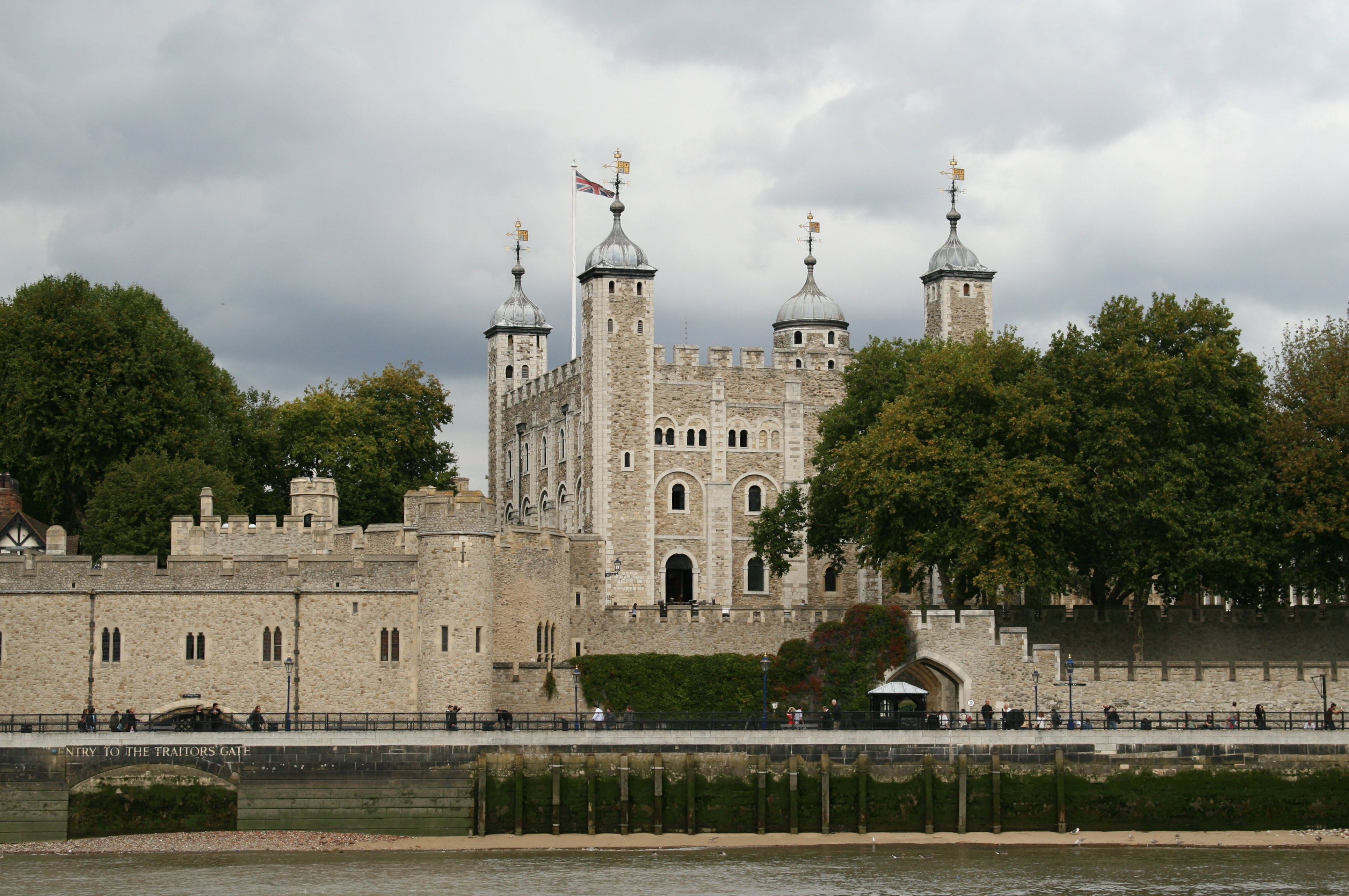
Лондонський Тауер

- Музей Вікторії й Альберта (декоративно-ужиткове мистецтво країн світу)
- Тейт Британія
- Тейт Модерн
- Національна галерея (західноєвропейський живопис з континенту і англійський живопис)
- Будинок-музей Фрейда
- Імперський військовий музей
- Будинок-музей Дікенса
- Будинок-музей Джона Соуна (британського архітектора)
- Музей Веллінгтона
- Музей рабства
- Музей Лондона
- Музей мадам Тюссо
- Музей дитинства
- Музей науки (Лондон)
- Музей природознавства (Лондон)
- Музей чаю
- Національна портретна галерея (Лондон)
- Зібрання Воллеса
- Вестмінстерське абатство
- Сент-Джеймський палац
- Собор святого Павла
- Кенсінгтонський палац
- Палац Хемптон Корт
- Британський музей
- Королівська академія мистецтв
- Інститут Курто
- Букінгемський палац
- Британська бібліотека
- Тауер
- Музей анатомічних препаратів Хантера, Лондон.
- Національний морський музей
- Музей іграшок Поллока
- Будинок ювелірів (англ. Goldsmiths' Hall (вироби зі срібла з 1327 року)